# Central nuclear de North Anna

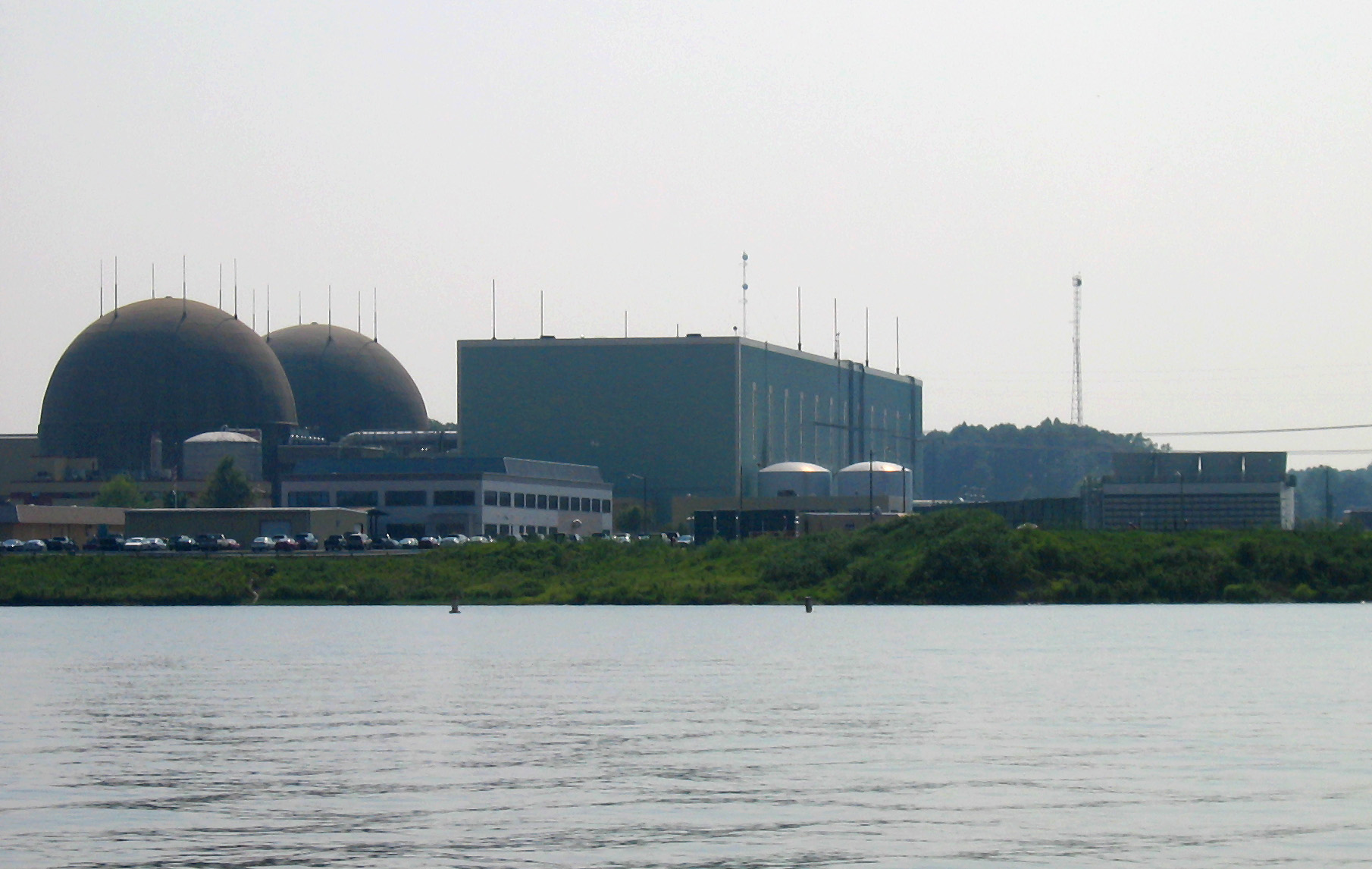

La central nuclear de North Anna ocupa una superficie de 4,4 km² en el Condado de Louisa, Virginia.
El funcionamiento de North Anna es realizado por Dominion Generation Company. Es propiedad conjunta de Dominion Virginia Power Corporation (88,4 %) y Old Dominion Electric Cooperative (11,6 %).
La planta tiene dos reactores de agua a presión de Westinghouse que se conectaron a la red en 1978 y 1980 respectivamente.
Se construyó un lago artificial, Lago Anna, en el río North Anna para proporcionar un embalse de agua de cara a la refrigeración de la planta nuclear.